# Andreas Kornerup

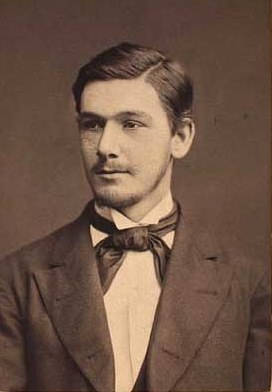
Andreas Nicolaus Kornerup

Andreas Nicolaus Kornerup (* 7. Februar 1857 in Kopenhagen; † 3. September 1881 ebenda) war ein dänischer Geologe und Polarforscher, der an drei Expeditionen nach Westgrönland teilnahm. Neben wissenschaftlichen Abhandlungen hinterließ er zahlreiche Zeichnungen und Aquarelle, die auf seinen Reisen entstanden.

## Leben
Andreas Kornerup war das älteste von fünf Kindern des Lithografen und Porträtzeichners Lars Andreas Kornerup (1822–1894) und dessen Ehefrau Anna Margrethe Julie (1828–1888), geb. Berentsen. Der Kunstmaler Valdemar Vincent Kornerup (1865–1924) war sein jüngster Bruder. Andreas Kornerup legte 1872 sein Präliminarexamen an Mariboes Schule in Kopenhagen ab. Von 1873 bis 1878 studierte er an der Polytechnischen Lehranstalt. Im Jahr seines Abschlusses besuchte er auch die Königlich Dänische Kunstakademie. Im Dezember 1879 wurde er Dozent für Bodenkunde an der Königlichen Veterinär- und Landwirtschaftsuniversität.
1876 nahm Kornerup an seiner ersten Expedition nach Grönland teil. Im Auftrag der „Kommission für geologische und geographische Untersuchungen in Grönland“ (Kommissionen for geologiske og geografiske undersøgelser i Grønland) erforschte er mit dem Marineoffizier Gustav Frederik Holm und dem Geologen Knud Johannes Vogelius Steenstrup den Kolonialdistrikt Julianehaab (Qaqortoq) in Südgrönland. 1878 unternahm er mit Jens Arnold Diderich Jensen, Thorvald Groth (1847–1891) und dem Inuk Habakuk einen viel beachteten Vorstoß auf das Inlandeis bei Paamiut. Geplagt von Schneeblindheit marschierten sie auf der von Spalten und Schmelzwasserflüssen geprägten Oberfläche des Eisschilds 70 km weit bis zur Gruppe der J. A. D. Jensens Nunatakker. Die Expedition erreichte eine maximale Höhe von 1543 m und brachte Aufklärung über die glaziologischen Verhältnisse dieser an Nunataks reichen Region. Von wissenschaftlichem Wert waren auch die astronomischen und meteorologischen Beobachtungen Jensens sowie die Pflanzen und Gesteinsproben, die Kornerup an den Nunatat sammele. Schon ein Jahr später führte ihn eine weitere Expedition mit Jensen und Rørd Regnar Johannes Hammer an die Küste zwischen Sisimiut und Aasiaat. Hier erkrankte er schwer an Lungentuberkulose. Nach zwischenzeitlicher Besserung seines Leidens verstarb er am 3. September 1881. Er wurde auf dem Garnisonsfriedhof (Garnisons Kirkegård) in Kopenhagen bestattet.

## Grönlandbilder
Seine Expeditionen nach Grönland inspirierten Kornerup zu mehr als 300 Bildern. Seine Zeichnungen und Aquarelle geben Landschaften, Pflanzen und das Alltagsleben der Grönländer wieder. Die Arbeiten widerspiegeln die Synthese von Kornerups professioneller Genauigkeit und seinem künstlerischen Talent. Schon 1882 wurden seine Werke im Schloss Charlottenborg, dem Sitz der Dänischen Kunstakademie, ausgestellt. 1916 wurden seine Bilder dem Handels- und Seefahrtsmuseum in Helsingør gestiftet. Anlässlich des 100-jährigen Bestehens der „Kommission für geologische und geographische Untersuchungen in Grönland“ wurde 1976 der Bildband Kornerups Grønland mit einer Auswahl seiner Werke herausgebracht.

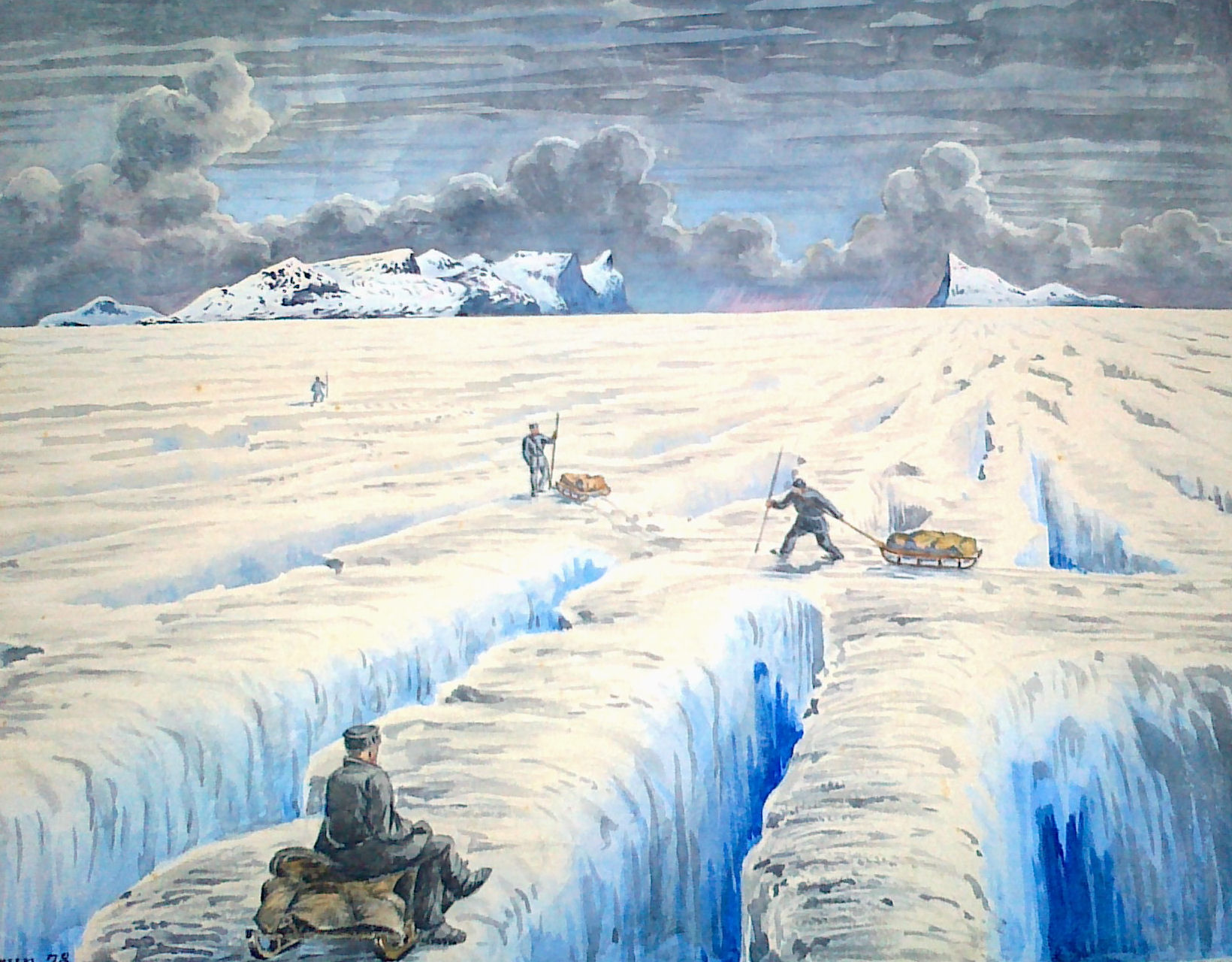
Auf dem Inlandeis
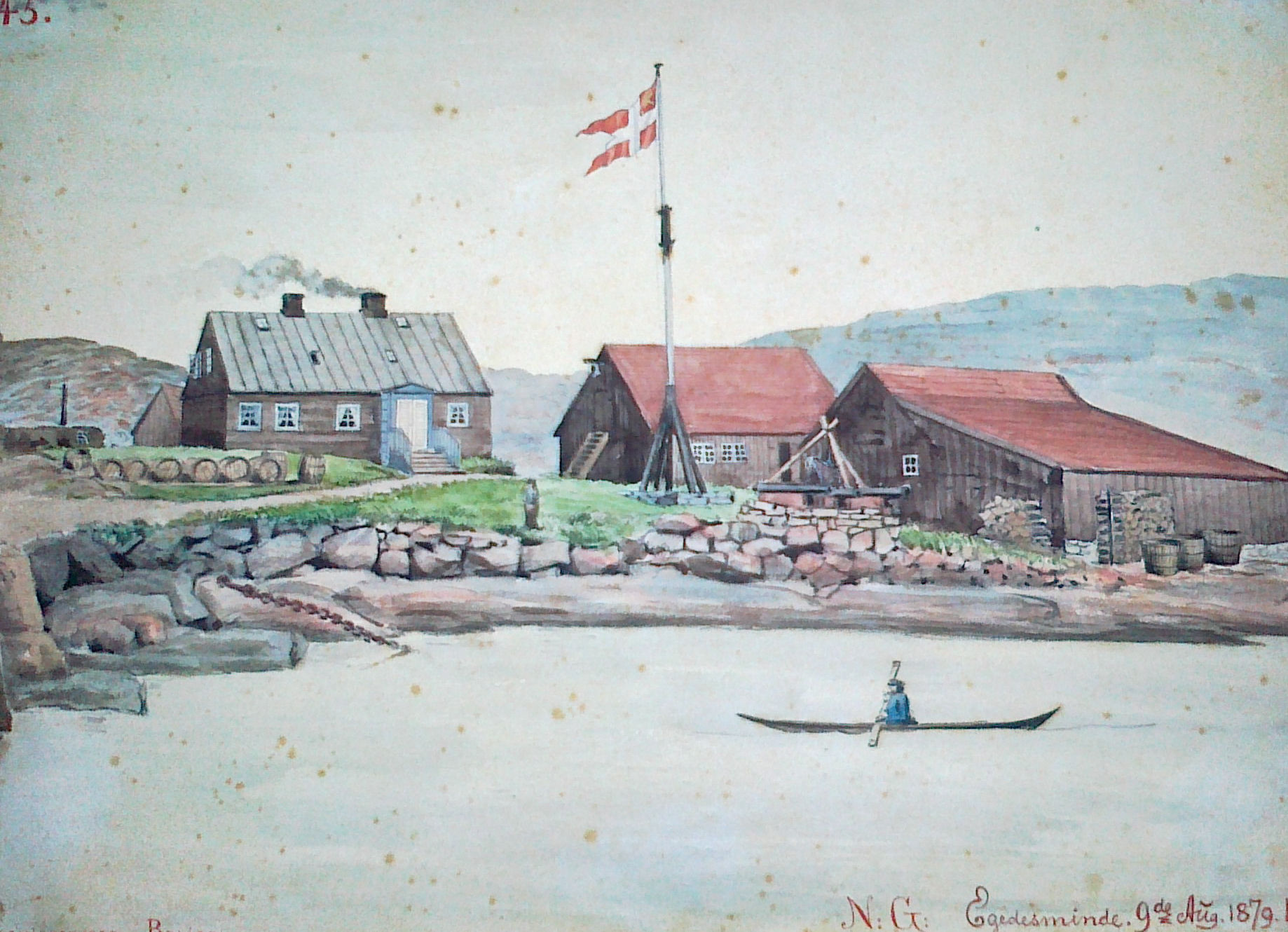
Aasiaat
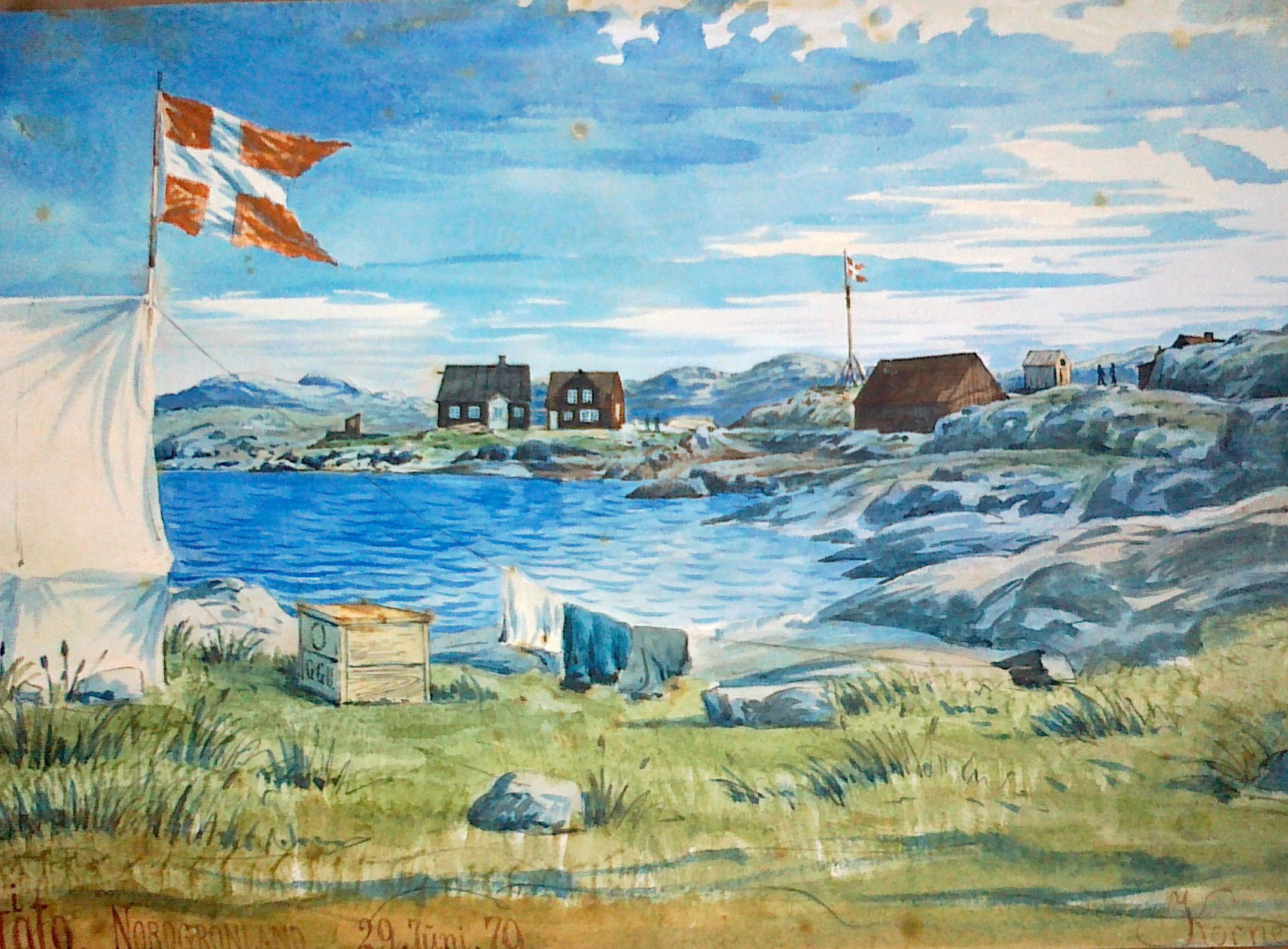
Attu
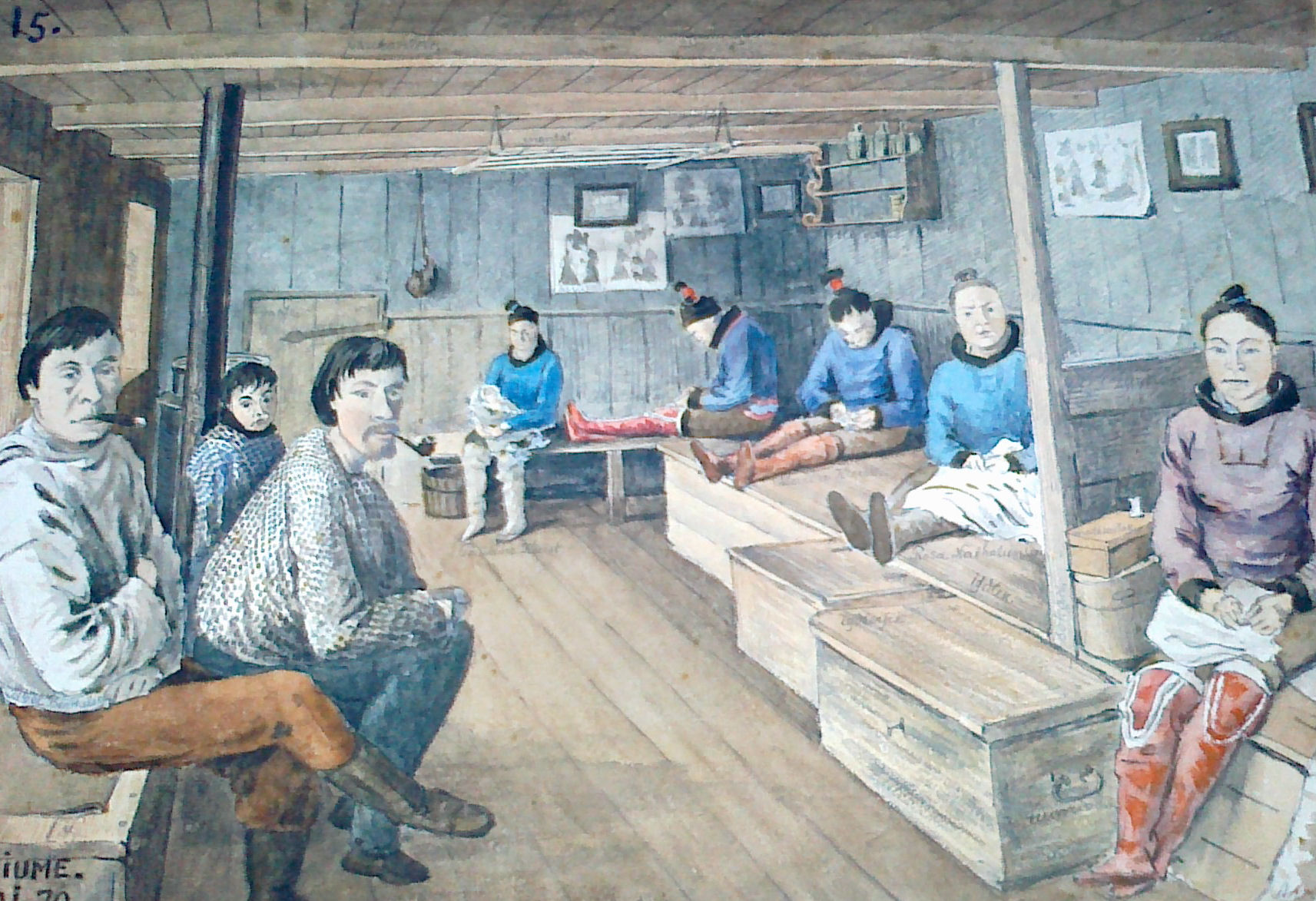
Wohnhaus in Sisimiut
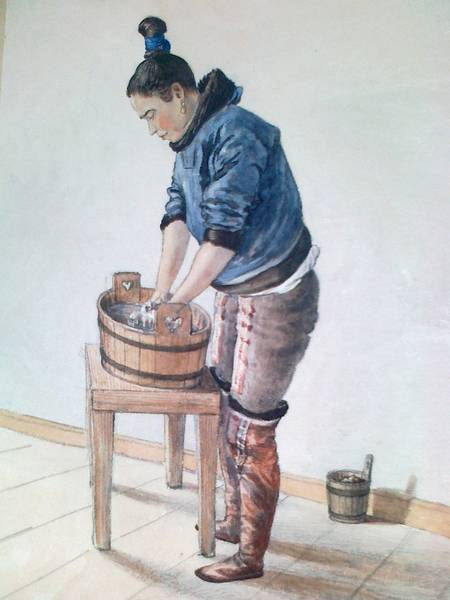
Grönländische Frau beim Wäschewaschen

## Ehrungen
Auf Vorschlag Adolf Erik Nordenskjölds wurde Andreas Kornerup 1880 die Ehre zuteil, von der schwedischen Geologischen Gesellschaft (Geologiska Föreningen) zum ausländischen Mitglied ernannt zu werden. Er ist Namensgeber des Kornerup-Nunataks in der Umiivik-Region des Distrikts Ammassalik und des A.-Kornerup-Lands im Distrikt Narsaq. Auch das Mineral Kornerupin ist nach ihm benannt.

## Werke (Auswahl)
- Geologiske Iagttagelser fra Vestkysten af Grønland (62°15′–64°15′ N.Br.). In: Meddelelser om Grønland. Band 1, 1879, S. 77–139.
- Det organiske Liv paa den østligste Nunatak. In: Meddelelser om Grønland. Band 1, 1879, S. 150–152.
- Om Grønlands Natur i forskjellige Egne af Landet. In: Geografisk Tidsskrift. Band 4, 1880, S. 2–9.
- Geologiske Iagttagelser fra Vestkysten af Grønland (66°55′–68°15′ N.Br.). In: Meddelelser om Grønland. Band 2, 1881, S. 149–194 (Digitalisat).
- Om Grønlands Indlandsis og den danske Slæde-Expedition 1878. In: Tidsskrift Naturv. 1880. S. 193–226.
- Kornerups Grønland: Andreas Kornerup – Skizzer fra Grønland, 1876–79. Kommissionen for videnskabelige undersøgelser i Grønland, Kopenhagen 1978, ISBN 978-87-9806-230-1.